# Шашечница изящная
Шашечница изящная (Melitaea ornata) — вид дневных бабочек рода Шашечницы (Melitaea) семейства Нимфалиды (Nymphalidae).

## Систематика
Таксон ornata долгое время считался, а некоторыми авторами считается до сих пор, подвидом Melitaea phoebe ([Denis & Schiffermüller], 1775). Генетические и морфологические исследования (Wahlberg, Zimmermann, 2000; Russell et al., 2007; Leneveu et al., 2009) показали видовую самостоятельность.

## Цикл развития
Самки откладывает яйца ярко-жёлтого цвета на нижнюю поверхность листьев кормовых растений группами по 40—70 штук. Стадия яиц — пять дней. У гусениц с первого по третий возраст голова чёрного цвета. Окраска головы гусениц начиная с четвёртого возраста варьирует от светло-коричневой до чёрной. Гусеницы с пятого возраста характеризуются головой красно-коричневого цвета. Зимует взрослая гусеница. Стадия куколки длится 7—8 дней. Длина куколки 15—16 мм.